# Salabhasana

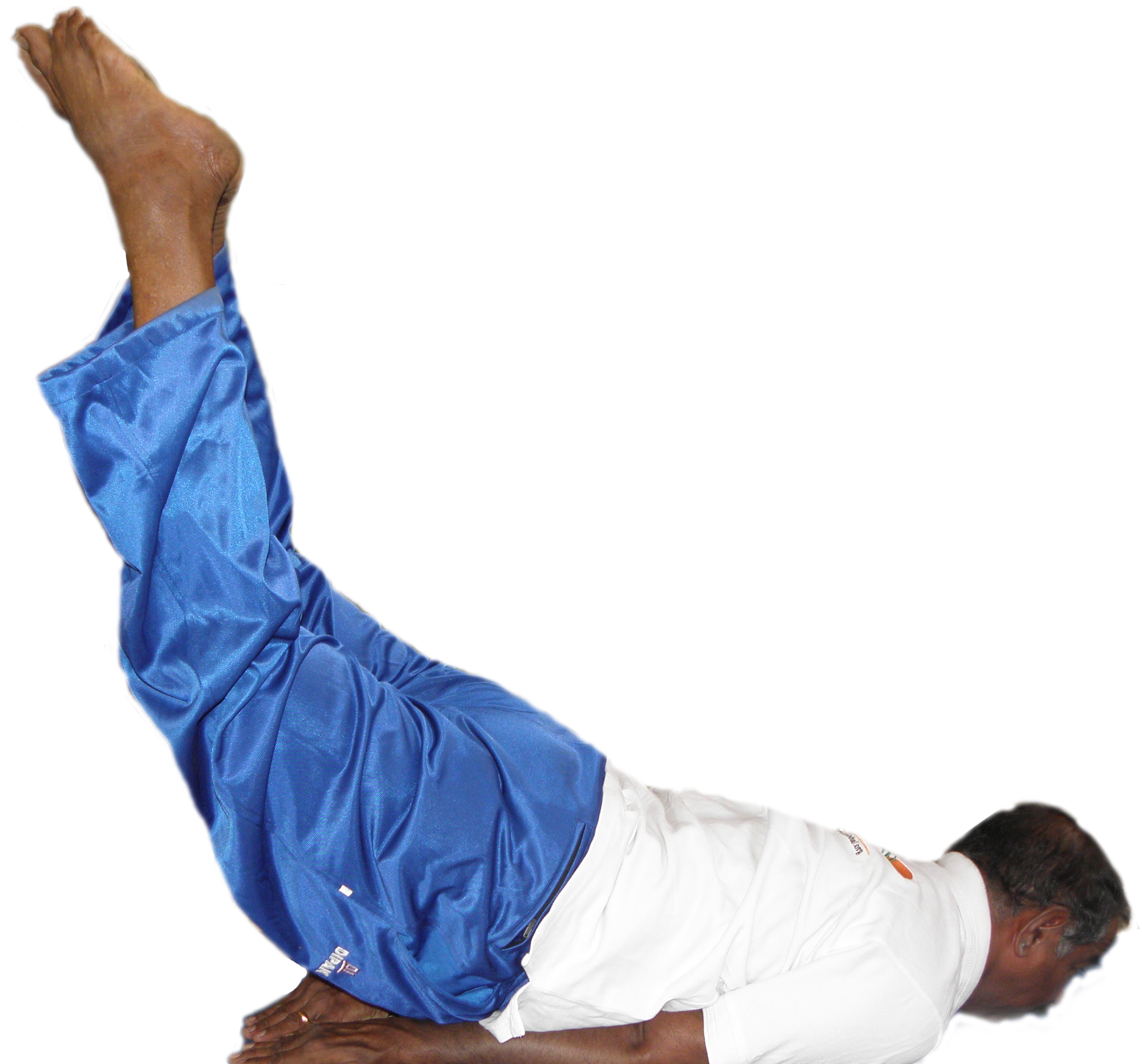
Shalabhasana

Salabhasana ovvero posizione della locusta, è una posizione di Hatha Yoga del gruppo delle posizioni prone. Il nome deriva dal sanscrito "salabha" che significa "locusta" e āsana che significa "posizione".

## Scopo della posizione
La posizione ha lo scopo di agire sulla schiena nella parte dorsale e genera calore nella zona delle cosce. Questa posizione è spesso associata, per contrapposizione, a Bhujangasana o posizione del cobra in quanto Salabhasana insiste sulla parte dorsale della spina, mentre Bhujangasana agisce sulla parte cervicale e lombare.

## Posizione
Partendo dalla posizione prona, con il corpo disteso sulla pancia e le gambe unite e parallele con le cosce al suolo e piedi distesi e allungati sul dorso, si allungano le braccia lungo il corpo, ponendo le mani con i palmi a terra ai lati dei fianchi. Inspirando, e facendo perno sul bacino e sulle mani, si alzano le gambe unite.

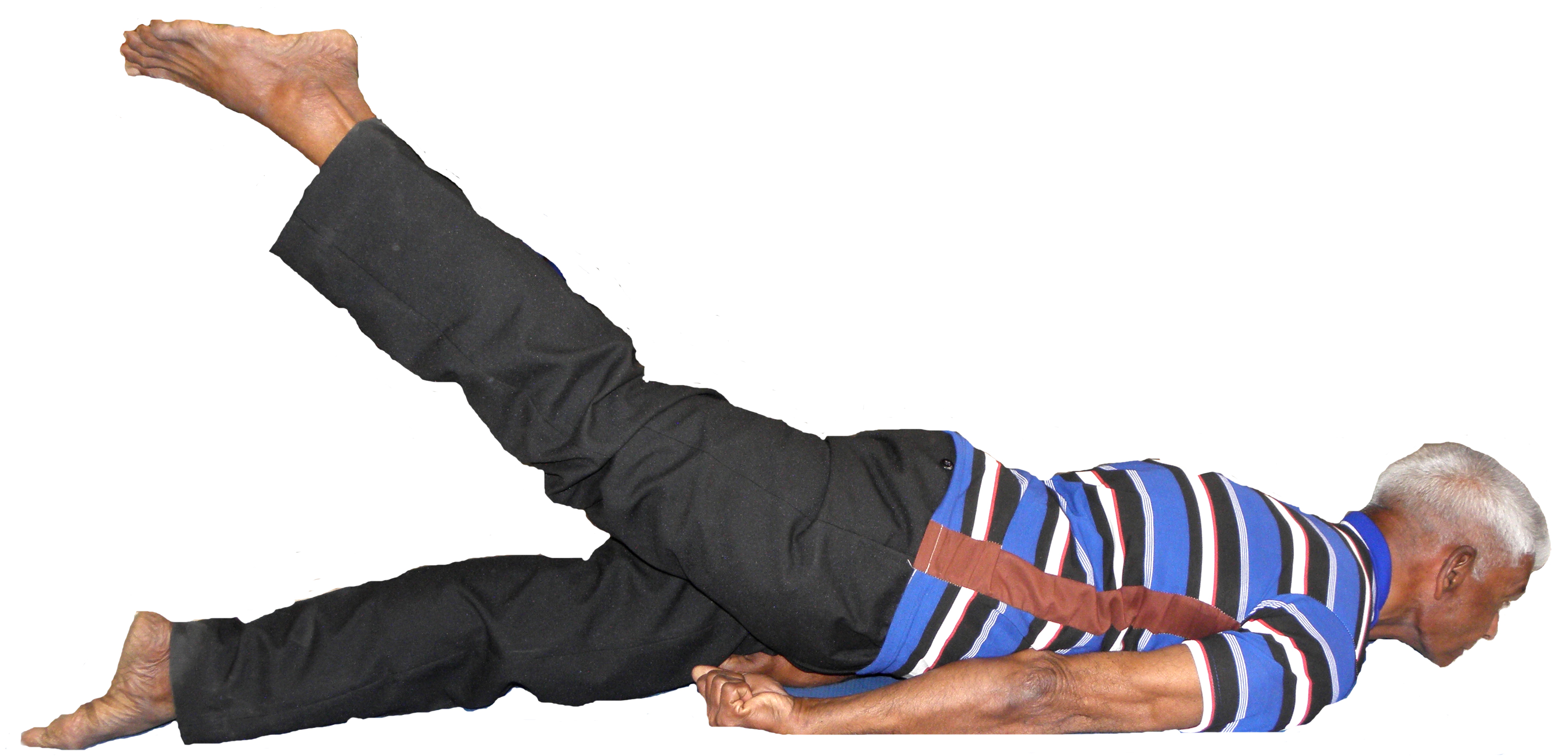
Ardha Shalabhasana

## Varianti
È possibile realizzare questa posizione alzando una sola gamba per volta. In tal caso si parla di Ardha Salabhasana ovvero di metà Salabhasana, in quanto dal sanscrito "ardha" significa "metà".

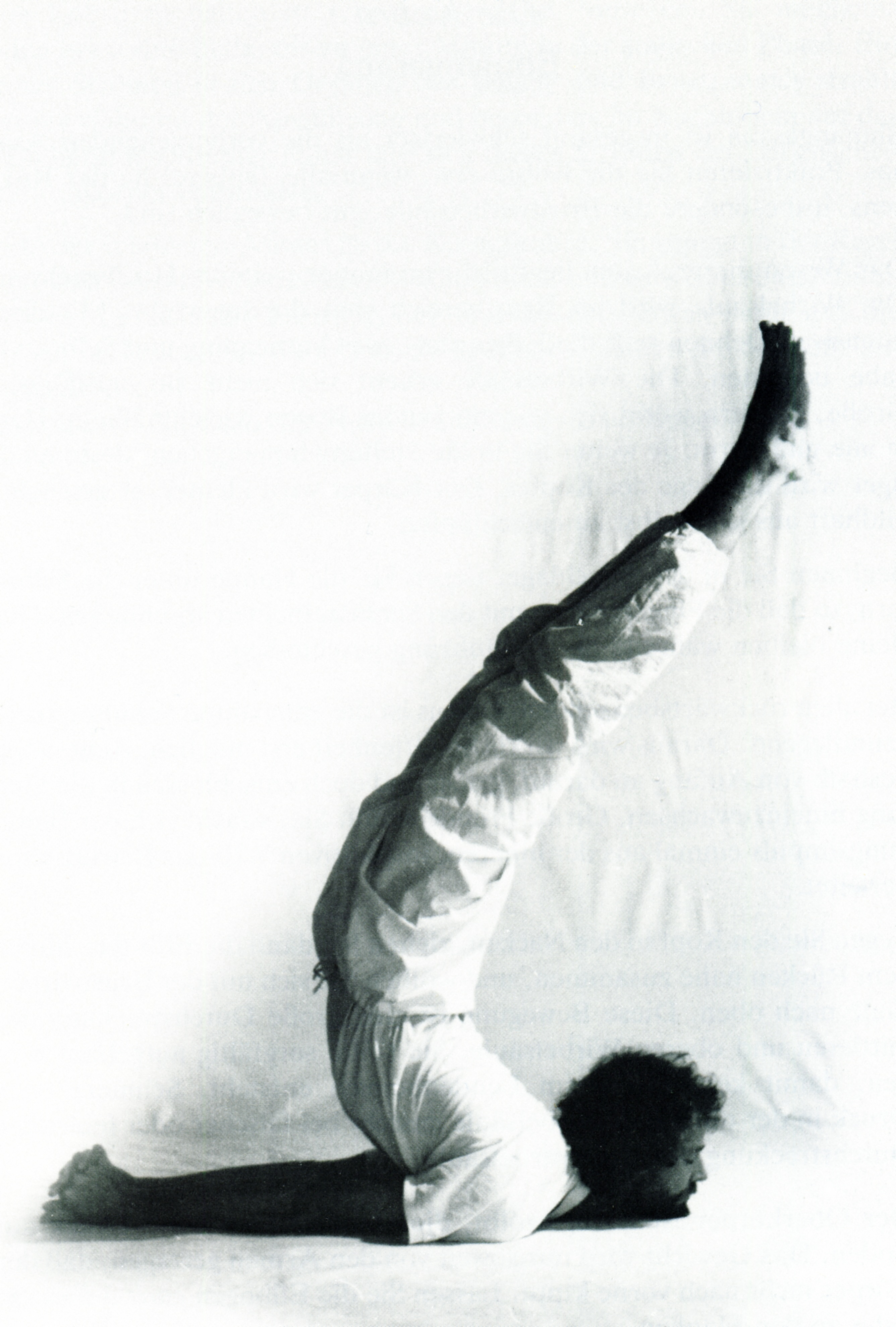
Purna Shalabhasana, Heinz Grill 1992

## Dimensione dell'anima
„Quando il praticante ora, con straordinario impegno che esige uno sforzo poderoso, alza una gamba o anche simultaneamente entrambe le gambe, egli deve muoversi in una sorta di indipendenza dalla sua stessa corporeità. Tale forte impegno caratterizzato da una dinamica eccezionale e dalla cooperazione tra braccia, spalle e schiena […] ha un effetto naturalmente fortificante sulla vita della volontà, e nel contempo porta a una sensazione sottile di indipendenza. […] Il significato di questa posizione sta nello sviluppo di questa indipendenza iniziale ed elementare. L’indipendenza è la caratteristica della locusta.“